# Архиепархия Тривандрума
Архиепархия Тривандрума (лат. Archidioecesis Trivandrensis Latinorum) — архиепархия Римско-Католической церкви c центром в городе Тируванантапурам, Индия. В митрополию Тривандрума входят епархии Аллеппи, Квилона, Неяттинкары, Пуналура. Кафедральным собором архиепархии Тривандрума является церковь святого Иосифа.

## История
1 июля 1937 года Римский папа Пий XI издал буллу In ora Malabarica, которой учредил епархию Тривандрума, выделив её из епархии Квилона. В этот же день епархия Тривандрума вошла в Вераполи.
14 июня 1996 года епархия Тривандрума передала часть своей территории для возведения новой епархии Неяттинкары.
3 июня 2004 года Римский папа Иоанн Павел II выпустил буллу Sacratissimi Cordis Iesu, которой возвёл епархию Тривандрума в ранг архиепархии.

## Ординарии архиепархии
- епископ Vincent Victor Dereere (1.07.1937 — 1.10.1966);
- епископ Петер Бернард Перейра (1.10.1966 — 13.06.1978);
- епископ Бенедикт Якоб Ачарупарамбил (3.08.1979 — 31.01.1991);
- архиепископ Maria Callist Soosa Pakiam (31.01.1991 — 2.02.2022, в отставке);
- архиепископ Thomas Jessayyan Netto (02.02.2022 — по настоящее время).

## Источник
- Annuario Pontificio, Libreria Editrice Vaticana, Città del Vaticano, 2003, ISBN 88-209-7422-3
- Булла In ora Malabarica Архивная копия от 3 марта 2013 на Wayback Machine, AAS 30 (1938), стр. 90  (лат.)
- Булла Sacratissimi Cordis Iesu Архивная копия от 18 мая 2014 на Wayback Machine  (лат.)